# Kälom

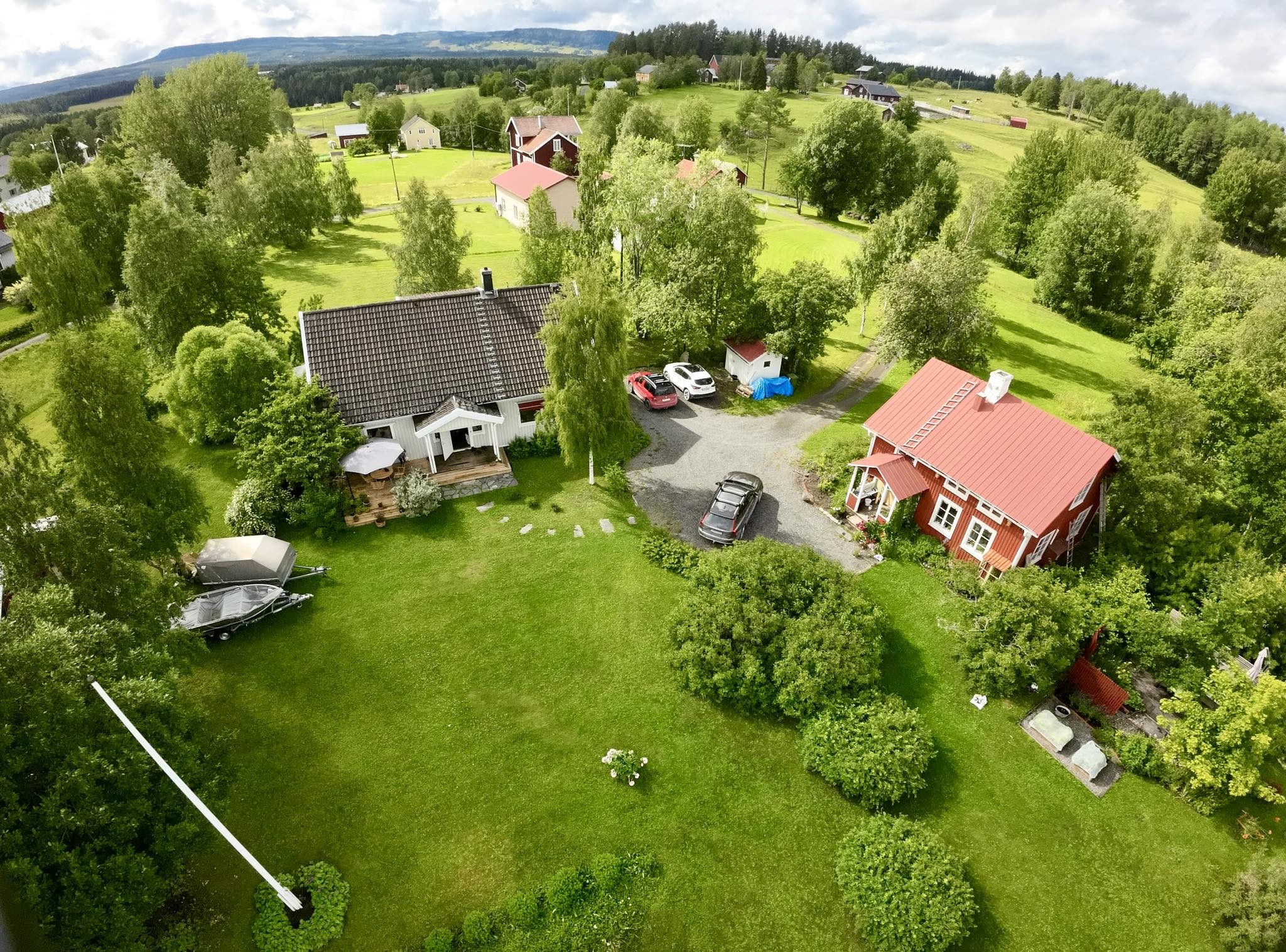
Drönarbild över delar av Utgård, Kälom, sommaren 2024.

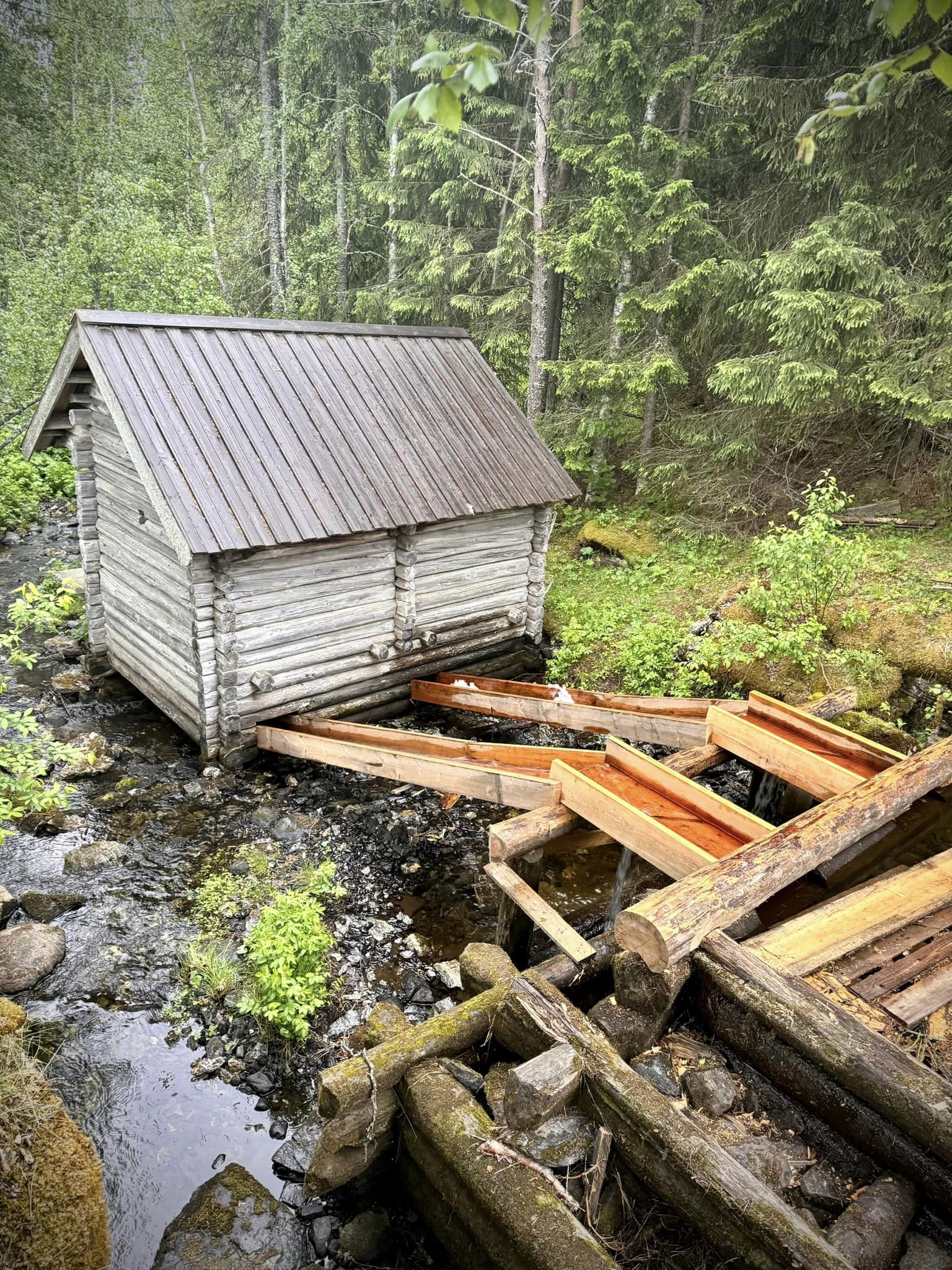
Skvaltkvarnen från 1780-talet.

Kälom är en by i Offerdals socken, Krokoms kommun, Jämtlands län. Byn ligger efter länsväg Z 748 mellan Offerdalsberg och Näversjöberg. Byn ligger 5 km från Offerdalsberg, cirka 2,7 mil från Krokom och ca 4,7 mil från Östersund. 

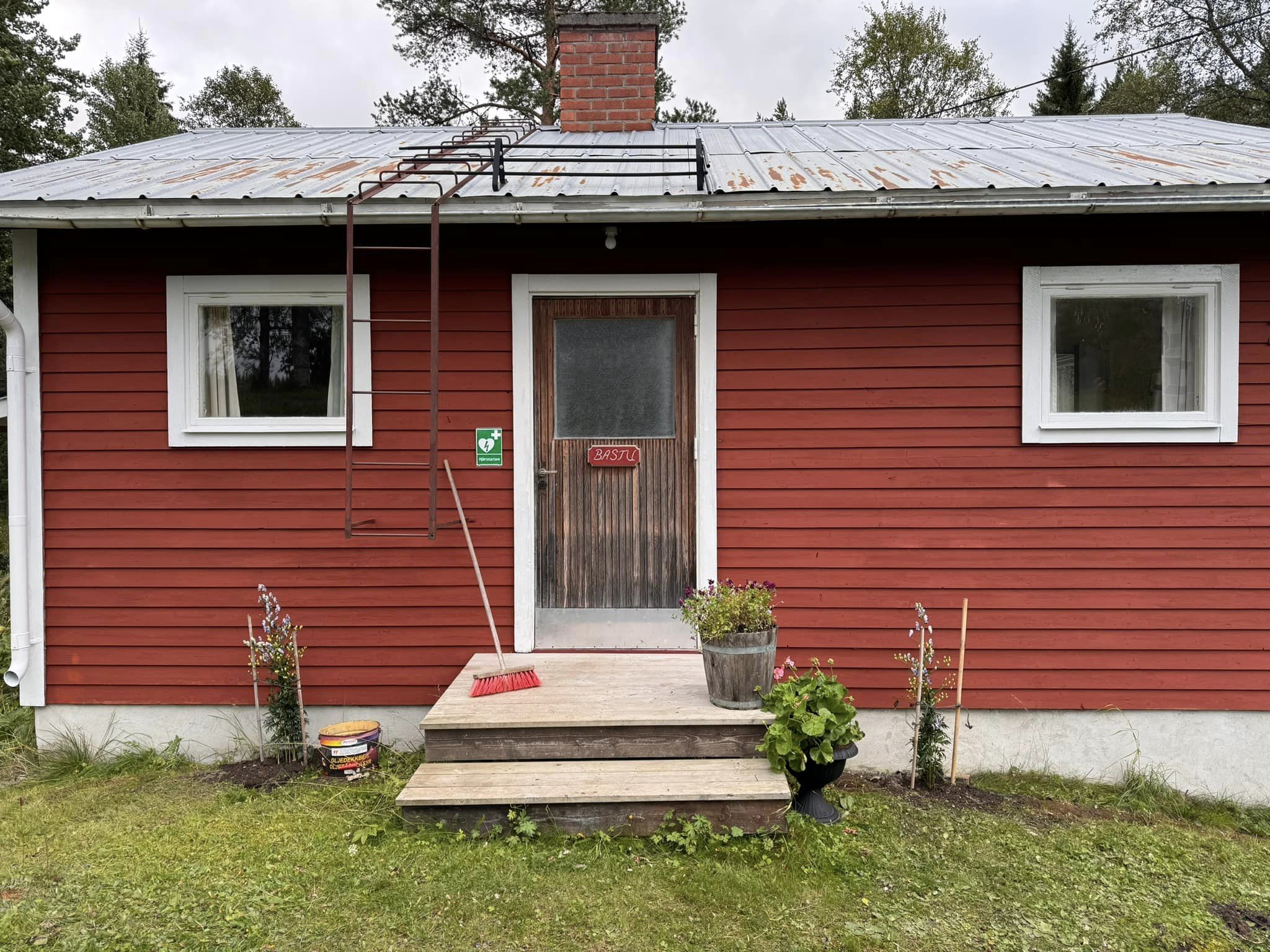
Byns badhus har sina anor från slutet av 1930-talet och används fortfarande.

Byn, som är uppdelad i de fyra delarna Böle, Västerulfsås, Utgård och Österulfsås, har drygt 70 invånare. Byn har gamla anor med dokumentation ända från 1400-talet. Det troliga är att Ulfsås, benämnd efter förste bebyggaren, är ursprungsplatsen och med utgångspunkt från den har sedan Böle och Utgård bildats. Byn Böle omnämns första gången omkring år 1420, då en styrkar j böleno är vittnesman vid en förrättning. Ulfsås omnämns år 1448 då en Peder bodde i wlffzaas. Byn Utgård nämns på 1560-talet. Namnet Kälom (Kälabygden) tros syfta på byns dåvarande isolerade läge i förhållande till kyrkbygden i Offerdals socken. Vid Långan och Näversjön finns fångstgropar. 
Kälom har av Riksantikvarieämbetet förklarats vara kulturhistoriskt intressant ur regional synvinkel, inte minst på grund av det genuina jordbrukslandskapet. Jordbruket har de senaste decennierna nästa helst spelat ut sin roll. I dag, 2024, pendlar de flesta invånarna till jobb i närliggande orter. 
Långforsen ligger endast ett fåtal kilometer från byns centrum. Kraftstationen, som är från 1918, revs hösten 2024. I Kälom finns en vattenkvarn från 1780-talet, ett skolhus från 1800-talet, ett baptistkapell (Salem) och en bygdegård. 

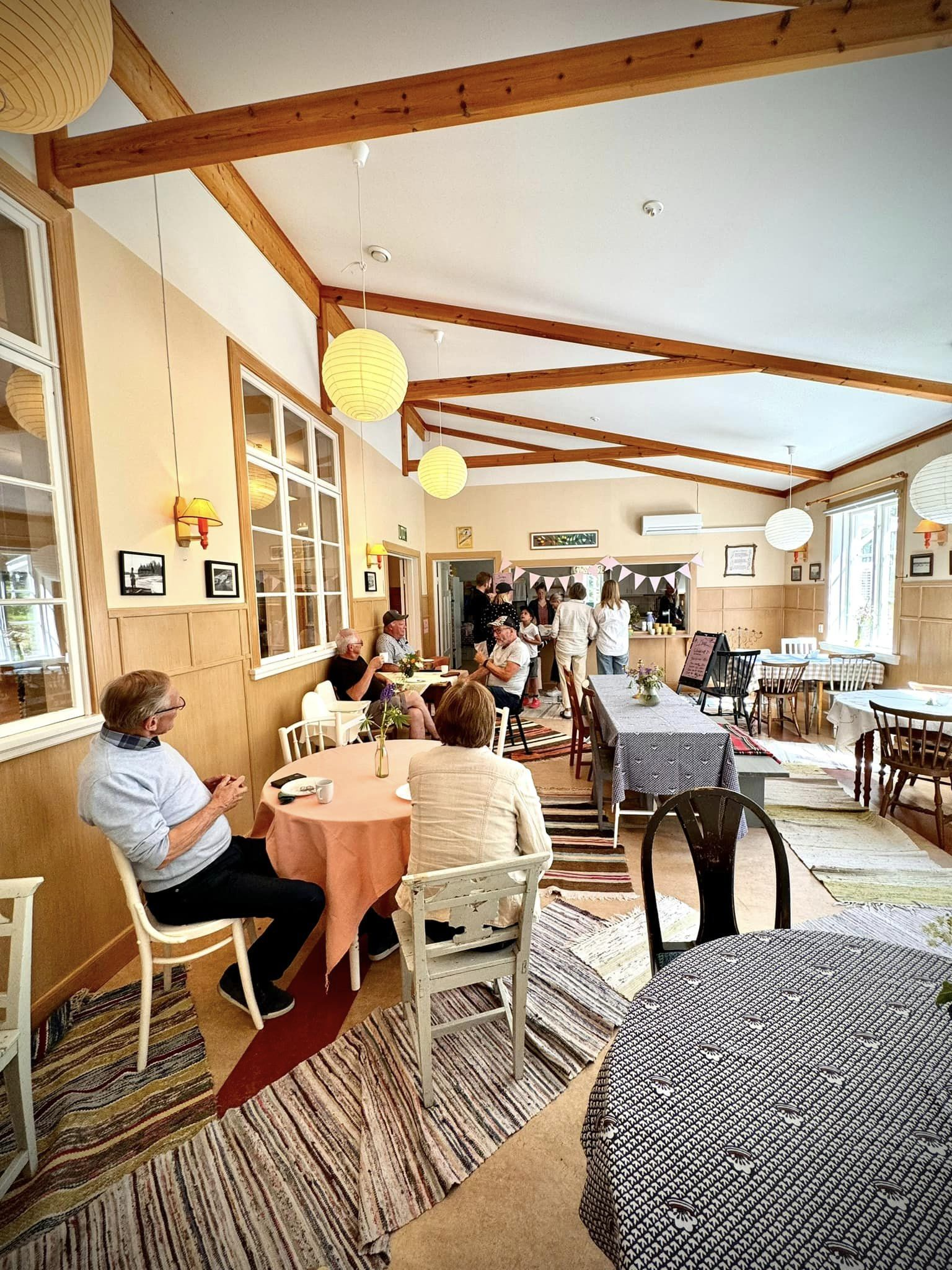
Från sommarkaféet 2024

Det finns även ett  byalag som bland annat arrangerar konserter och utställningar på bygdegården.  
I byn finns även ett fungerande badhus med dusch och bastu. Detta har sin historik från slutet av 1930-talet när ett stort antal byar i tidens anda byggde sina bad- och tvättstugor. 
Några bordtennisspelare från Jämtlands län har sedan några år tillbaka också startat en bordtennisklubb med namnet BTK Kälom. En av de drivande kommer från byn. BTK Kälom har nått regionala framgångar och spelar säsongen 2024 i division 2. I oktober 2024 spelade de ”tidernas pingismatch i Jämtland” mot storklubben Spårvägens BTK i Östersunds sporthall.  